# Коллекция семян растений ВИР
Колле́кция семя́н культу́рных расте́ний Вави́лова — коллекция, собранная советским учёным-ботаником Н. И. Вавиловым и его сотрудниками в результате 110 ботанико-агрономических экспедиций по всему миру, принёсших «мировой науке результаты первостепенной значимости». 

## История
С 1923 по 1940 год Н. И. Вавиловым и другими сотрудниками ВИРа было совершено 180 экспедиций, из них 40 — в 65 зарубежных странах. Результат вавиловских научных экспедиций — создание уникальной, самой богатой в мире коллекции культурных растений, насчитывавшей в 1940 году 250 тысяч образцов. Эта коллекция нашла широкое применение в селекционной практике, стала первым в мире важным банком генов.
Интерес Гитлера
Союзникам по антигитлеровской коалиции стало известно, что Гитлер создал специальную команду СС для захвата вавиловской коллекции семян. По мере продвижения команды захватывали небольшие фонды семян на западе СССР. Но главный трофей — коллекция ВИР в Ленинграде — им не достался.